# 吉良町 (名古屋市)
吉良町（きらちょう）は、愛知県名古屋市中川区にある町名。丁番を持たない単独町名である。住居表示未実施。

## 地理
名古屋市中川区の東部に位置し、東は小本本町・篠原橋通・小塚町・細米町、西は荒子・荒子町、南は小城町、北は小本とそれぞれ接する。

## 歴史
- 1966年（昭和41年）10月1日 - 中川区高畑町・荒子町の各一部により、同区吉良町として成立[1]。
- 1997年（平成9年）8月4日 - 中川区小本町字西大坪および荒子町字上塩田・字下塩田・字三野白・字西吉良・字上吉良・字宮窓・字下吉良の各一部を編入する[2]。

## 世帯数と人口
2019年（平成31年）1月1日現在の世帯数と人口は以下の通りである。
| 町丁   | 世帯数  | 人口    |
| ------ | ------- | ------- |
| 吉良町 | 515世帯 | 1,250人 |

### 人口の変遷
国勢調査による人口の推移
| 1995年（平成7年）  | 56人    | [ WEB 5 ] |  |
| 2000年（平成12年） | 949人   | [ WEB 6 ] |  |
| 2005年（平成17年） | 1,221人 | [ WEB 7 ] |  |
| 2010年（平成22年） | 1,242人 | [ WEB 8 ] |  |
| 2015年（平成27年） | 1,274人 | [ WEB 9 ] |  |

## 学区
市立小・中学校に通う場合、学校等は以下の通りとなる。また、公立高等学校に通う場合の学区は以下の通りとなる。なお、小・中学校は学校選択制度を導入しておらず、番毎で各学校に指定されている。
| 小学校                                    | 中学校                                    | 高等学校 |
| ----------------------------------------- | ----------------------------------------- | -------- |
| 名古屋市立常磐小学校 名古屋市立荒子小学校 | 名古屋市立長良中学校 名古屋市立一柳中学校 | 尾張学区 |

## 交通

### 鉄道
- 名古屋臨海高速鉄道
■ 西名古屋港線（あおなみ線） 荒子駅

### 道路
- 愛知県道29号弥富名古屋線（八熊通）

## 施設
- 中川郵便局
- 名古屋市中川図書館
- 中川文化小劇場
- ザ・ビッグ エクスプレス荒子店

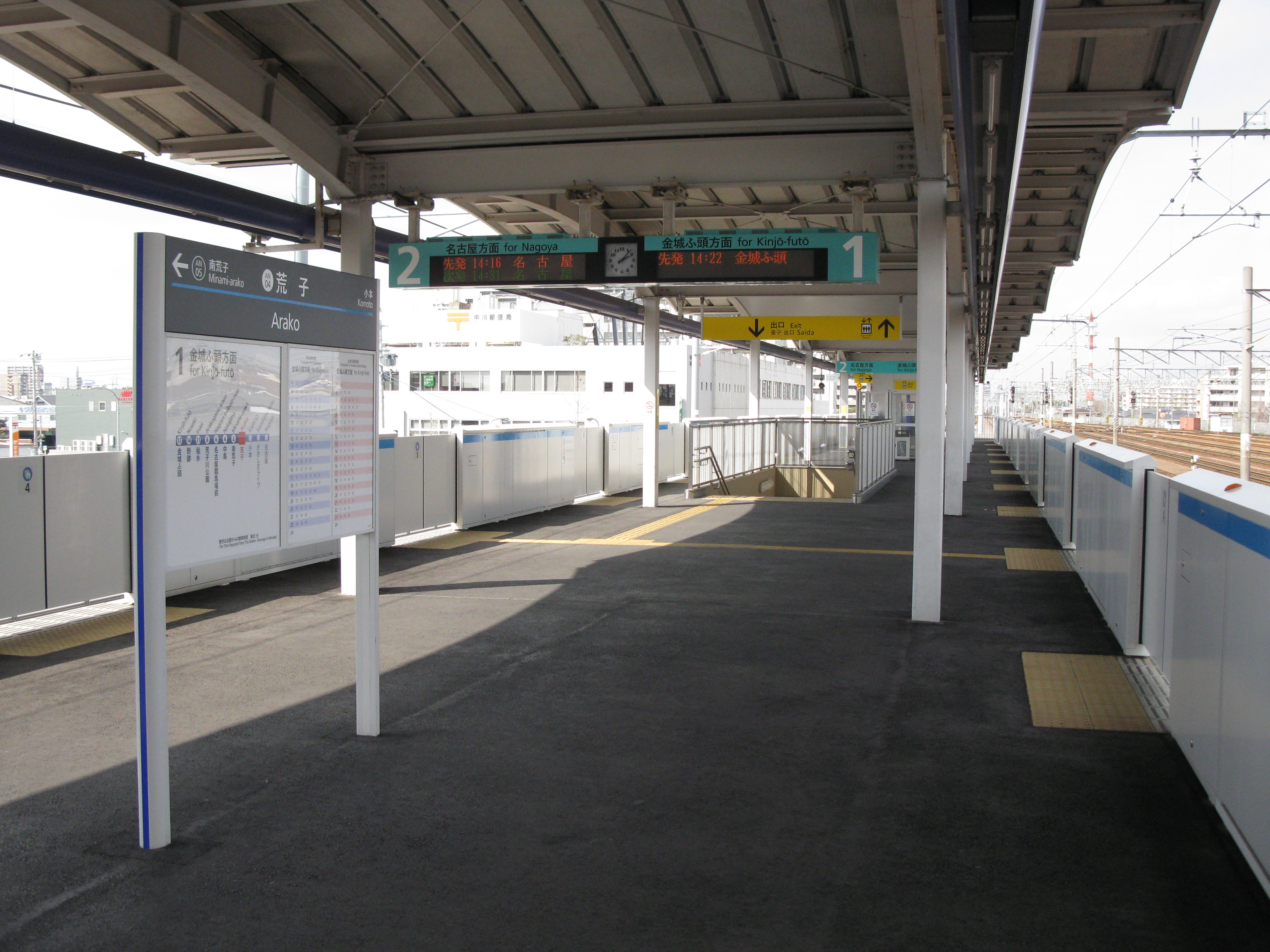
荒子駅（2010年3月）
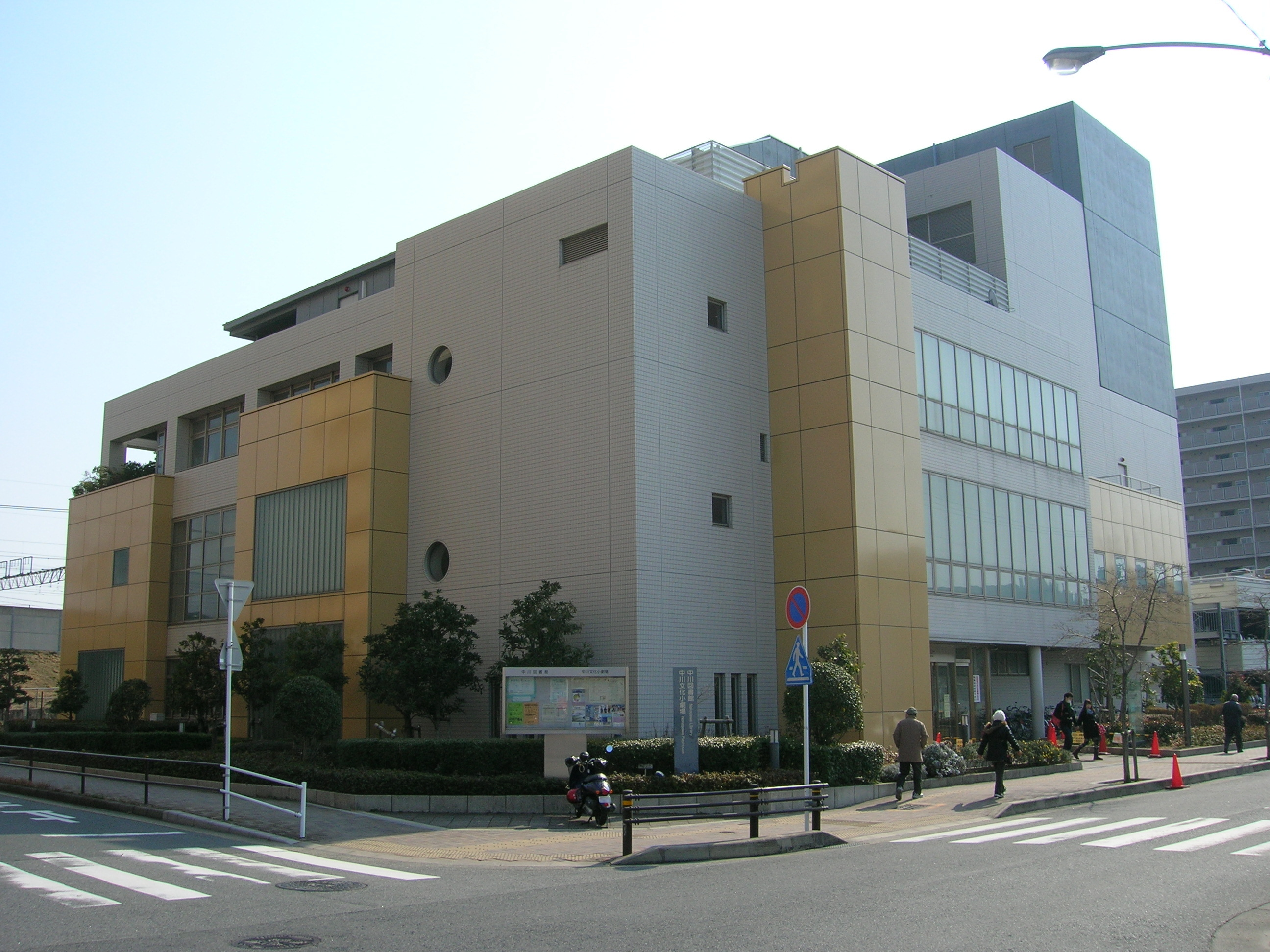
名古屋市中川図書館・中川文化小劇場（2015年2月）
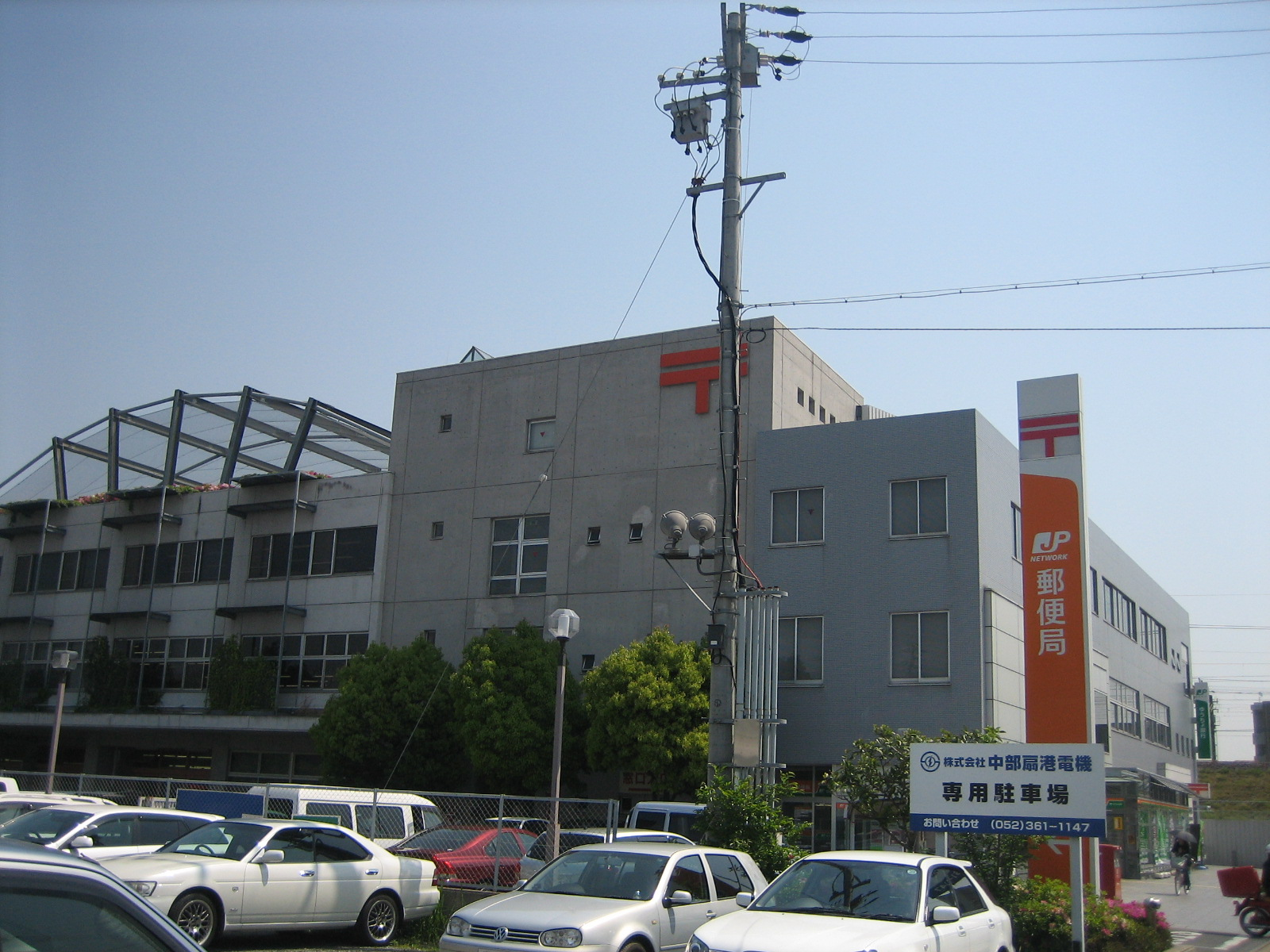
中川郵便局

## その他

### 日本郵便
- 郵便番号 : 454-0874[WEB 2]（集配局：中川郵便局[WEB 12]）。

### WEB
1. 1 2  “町・丁目(大字)別、年齢(10歳階級)別公簿人口(全市・区別)”.   名古屋市 (2019年1月23日). 2019年1月23日閲覧。
2. 1 2  “郵便番号”.  日本郵便. 2019年2月10日閲覧。
3. ↑  “市外局番の一覧”.   総務省. 2019年1月6日閲覧。
4. ↑  “中川区の町名一覧”.   名古屋市 (2015年10月21日). 2019年2月13日閲覧。
5. ↑  総務省統計局 (2014年3月28日). “平成7年国勢調査の調査結果(e-Stat) - 男女別人口及び世帯数 －町丁・字等” (CSV). 2019年4月27日閲覧。
6. ↑  総務省統計局 (2014年5月30日). “平成12年国勢調査の調査結果(e-Stat) - 男女別人口及び世帯数 －町丁・字等” (CSV). 2019年4月27日閲覧。
7. ↑  総務省統計局 (2014年6月27日). “平成17年国勢調査の調査結果(e-Stat) - 男女別人口及び世帯数 －町丁・字等” (CSV). 2019年4月27日閲覧。
8. ↑  総務省統計局 (2012年1月20日). “平成22年国勢調査の調査結果(e-Stat) - 男女別人口及び世帯数 －町丁・字等” (CSV). 2019年4月27日閲覧。
9. ↑  総務省統計局 (2017年1月27日). “平成27年国勢調査の調査結果(e-Stat) - 男女別人口及び世帯数 －町丁・字等” (CSV). 2019年4月27日閲覧。
10. ↑  “市立小・中学校の通学区域一覧”.   名古屋市 (2018年11月10日). 2019年1月14日閲覧。
11. ↑  “平成29年度以降の愛知県公立高等学校（全日制課程）入学者選抜における通学区域並びに群及びグループ分け案について”.   愛知県教育委員会 (2015年2月16日). 2019年1月14日閲覧。
12. ↑  郵便番号簿 平成29年度版 - 日本郵便. 2019年02月10日閲覧 (PDF)

### 書籍
1. ↑  名古屋市計画局 1992, p. 819.
2. ↑  名古屋市告示第221号（平成9年7月3日付）